# STS-123
La STS-123 è una missione spaziale del Programma Space Shuttle, la 25° verso la Stazione spaziale internazionale e il volo di assemblaggio 1J/A. La missione è stata effettuata dallo Space Shuttle Endeavour, che è decollato l'11 marzo 2008. Gli astronauti hanno trasportato ed installato il primo modulo del Japanese Experiment Module (Kibō) e lo Special Purpose Dexterous Manipulator, un braccio robotico. La durata della missione è stata di 16 giorni, la più lunga nella storia degli Space Shuttle e per questo motivo ha richiesto l'utilizzo dello Station-to-Shuttle Power Transfer System, un sistema per trasferire parte dell'energia prodotta dalla stazione spaziale allo Shuttle. L'Endeavour è atterrato al Kennedy Space Center il 27 marzo.

## Equipaggio
| Ruolo                   | Equipaggio                          | Equipaggio                          |
| ----------------------- | ----------------------------------- | ----------------------------------- |
| Comandante              | Dom Gorie, NASA Quarto volo         | Dom Gorie, NASA Quarto volo         |
| Pilota                  | Gregory H. Johnson, NASA Primo volo | Gregory H. Johnson, NASA Primo volo |
| Specialista di missione | Richard Linnehan, NASA Quarto volo  | Richard Linnehan, NASA Quarto volo  |
| Specialista di missione | Robert Behnken, NASA Primo volo     | Robert Behnken, NASA Primo volo     |
| Specialista di missione | Michael Foreman, NASA Primo volo    | Michael Foreman, NASA Primo volo    |
| Specialista di missione | Takao Doi, JAXA Secondo volo        | Takao Doi, JAXA Secondo volo        |

Equipaggio ISS Expedition 16 in partenza
- Garrett Reisman (1) - ISS Ingegnere di volo - NASA

Equipaggio ISS Expedition 16 in ritorno
- Léopold Eyharts (2) - ISS Ingegnere di volo - ESA Francia

Il numero tra parentesi indica il numero di voli spaziali eseguiti dall'astronauta compresa l'attuale missione.

## Scopi
Lo scopo primario della missione consiste nel trasportare ed assemblare il primo dei quattro componenti del Japanese Experiment Module (Kibō), chiamato Experiment Logistics Module. Il modulo ELM-PS funge da deposito pressurizzato dove gli astronauti possono stivare il carico degli esperimenti, i campioni e le parti di ricambio. Il modulo ha un diametro esterno di 4,4 metri, è lungo 4,2 metri e ha un peso di 8386 kg. Nelle successive missioni saranno assemblati gli altri moduli: il Japanese Experiment Module Remote Manipulator System ELM-PM (STS-124) e l'Exposed Facility and Experiment Logistic Module ELM‐ES (STS-127). Inoltre verrà installato lo Special Purpose Dexterous Manipulator canadese, oltre alla sostituzione dell'ingegnere di volo Eyharts, approdato sulla stazione con la missione precedente STS-122 con il suo collega Reisman

## Statistiche della missione
- 153ª missione umana Americana nello spazio
- 122ª missione Shuttle
- 97ª missione dopo il disastro del Challenger
- 9ª missione dopo il disastro del Columbia
- 21ª missione dell' Endeavour
- 25ª missione di assemblaggio della ISS

## Stemma
Lo stemma della missione raffigura lo Shuttle in orbita con i nomi dell'equipaggio che appaiono sul bordo (su sfondo giallo sono presenti i nomi del comandante e del pilota).
Sono visibili i due componenti principali che saranno installati in questa missione, il Japanese Experimental Module (Experimental Logistics Module - Pressurized Section ELM-PS), visibile agganciato al braccio robotico dello Shuttle e il Canadian Special Purpose Dexterous Manipulator SPDM a sinistra. È anche raffigurata la Stazione Spaziale Internazionale nella configurazione in cui si troverà quando l'equipaggio giungerà a bordo.

## Missione

### Pre-lancio

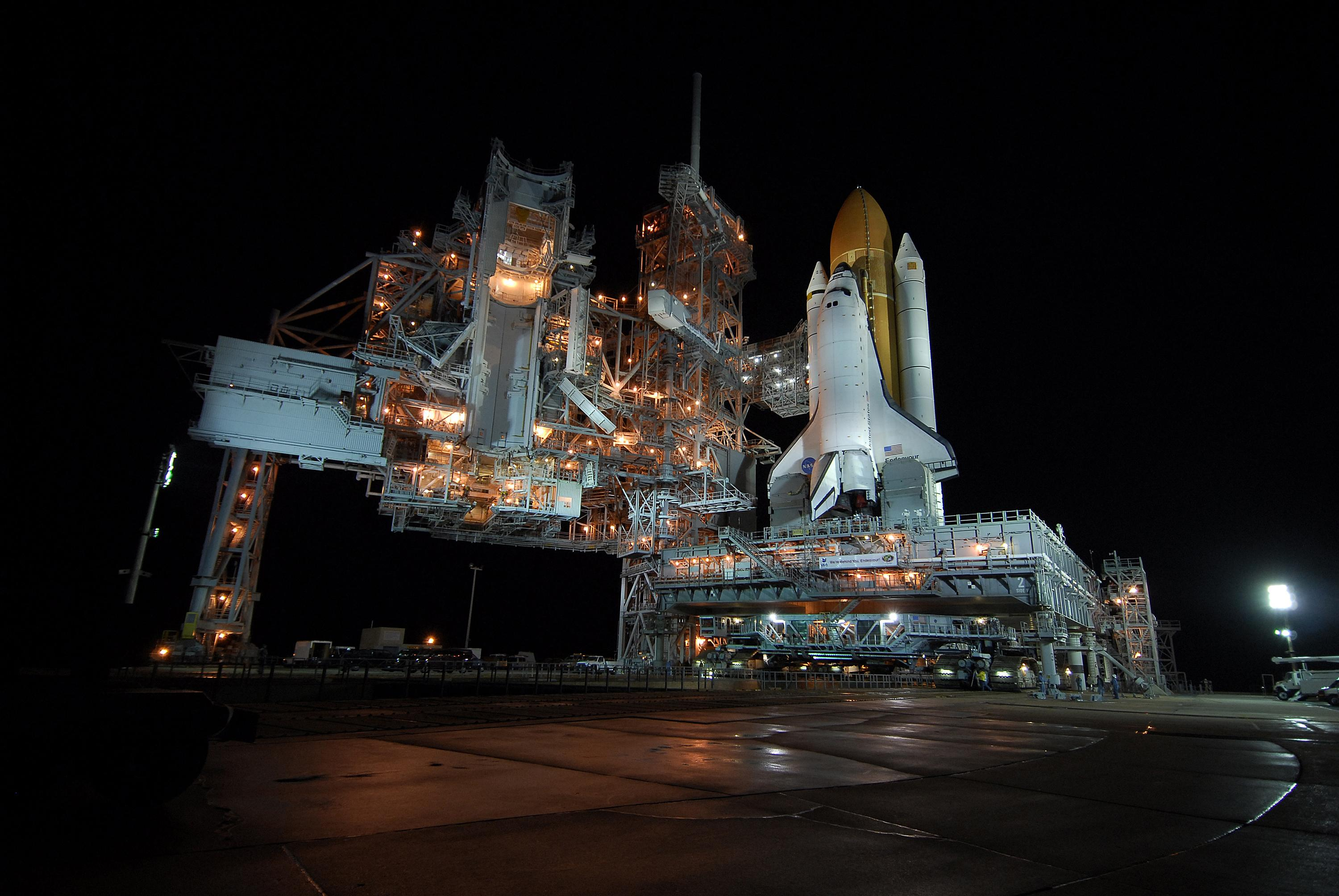
L'Endeavour giunge alla piattaforma 39A il 18 febbraio

Lunedì 11 febbraio 2008, l'Endeavour è stato portato nel Vehicle Assembly Building, in preparazione per l'assemblaggio con il serbatoio esterno e i solid rocket booster. Mercoledì 13 febbraio l'assemblaggio è stato terminato con successo e il giorno 18 è stato effettuato il "roll out", che consiste nel suo trasporto verso il Pad 39A del Kennedy Space Center. Il 29 febbraio è stato completato il Flight Readiness Review ed è stata annunciata ufficialmente la data e l'ora di lancio, fissata alle 06:28 UTC (02:28 EDT) dell'11 marzo.

## Cronologia

### Martedì 11 marzo (1º giorno, lancio)

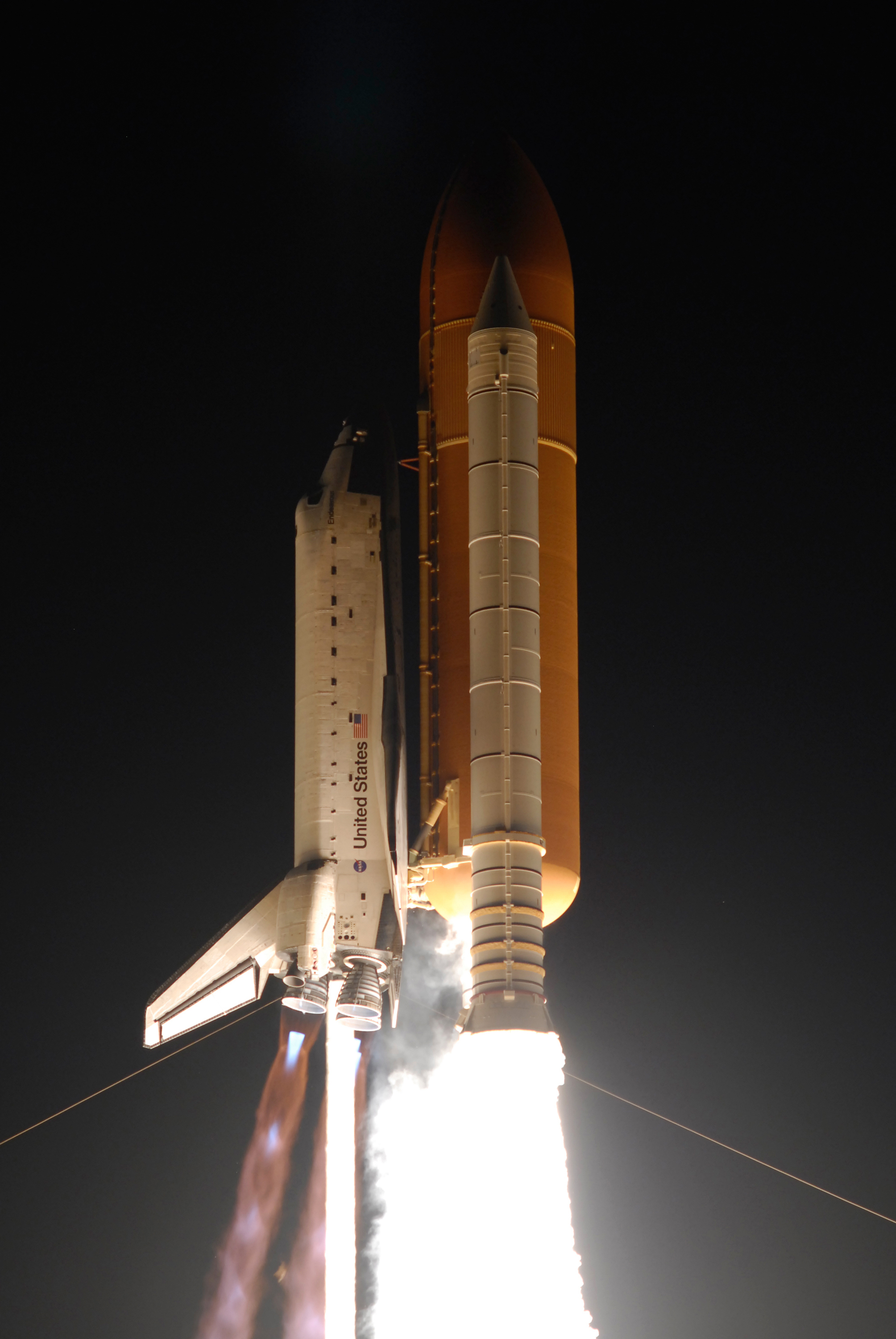
Il decollo dell'Endeavour

L'equipaggio ha iniziato ad entrare nell'Endeavour alle 3:10 UTC (23:10 EDT) e le procedure di preparazione sono proseguite regolarmente. Alle 4:10 UTC (00:20 EDT) è stato chiuso il portello. Anche se i meteorologi hanno rilevato delle nubi nei pressi del Kennedy Space Center, le condizioni sono rimaste buone per il lancio. Il via al lancio è stato dichiarato dal direttore di lancio Mike Leinbach alle 6:13 UTC (2:13 EDT), con parere unanime da parte del lancio team. L'Endeavour è decollato alle 6:28 UTC (2:28 EDT) come previsto.
Uno degli aggiornamenti allo Space Shuttle che sono stati introdotti con questa missione consiste in un sistema di illuminazione per la camera digitale che riprende le immagini del serbatoio esterno, chiamato Digital Umbelical Camera Flash Module. Il sistema viene utilizzato nei lanci notturni, come in questo caso.
Sono state rilevate alcune anomalie minori in un Reaction Control System e nel Flash Evaporator System, ma non sembrano destare preoccupazione.

### Mercoledì 12 marzo (2º giorno)
L'attività principale della giornata è stata l'ispezione standard dello scudo termico dell'Endeavour, effettuata dal comandante Gorie, dal pilota Johnson e dallo specialista di missione Doi attraverso l'OBSS. Gli specialisti di missione Behnken, Linnehan e Reisman hanno controllato le tute spaziali in preparazione alle varie attività extraveicolari della missione.
Dopo il risveglio degli astronauti alle 19:59 UTC, sono iniziati i preparativi per l'attracco alla stazione spaziale, previsto per le 3:25 UTC di giovedì. Nelle riprese del lancio sono stati notati alcuni detriti che si sono staccati dal serbatoio esterno, e gli ingegneri a terra hanno controllato le immagini compiute durante l'ispezione dello scudo termico. Non sono state segnalate anomalie.
Durante il secondo giorno l'equipaggio ha attivato gli esperimenti che sono presenti a bordo dell'Endeavour, come l'esperimento IMMUNO, il cui scopo è lo studio dei cambiamenti del sistema immunitario durante e dopo la permanenza in ambiente a microgravità, il MDRV (Microbial Drug Resistance and Virulence) che studia la virulenza, la resistenza ai farmaci e i geni di 4 microbi comuni. Inoltre, per mezzo della European Modular Cultivation System sono condotti studi per esaminare i geni responsabili della costruzione delle pareti cellulari nella Arabidopsis thaliana, una piccola pianta. Il Nutritional Status Assessment permette invece di misurare le modifiche alla fisiologia umana come il metabolismo osseo, il danno ossidativo e i cambiamenti ormonali.

### Giovedì 13 marzo (3º giorno)

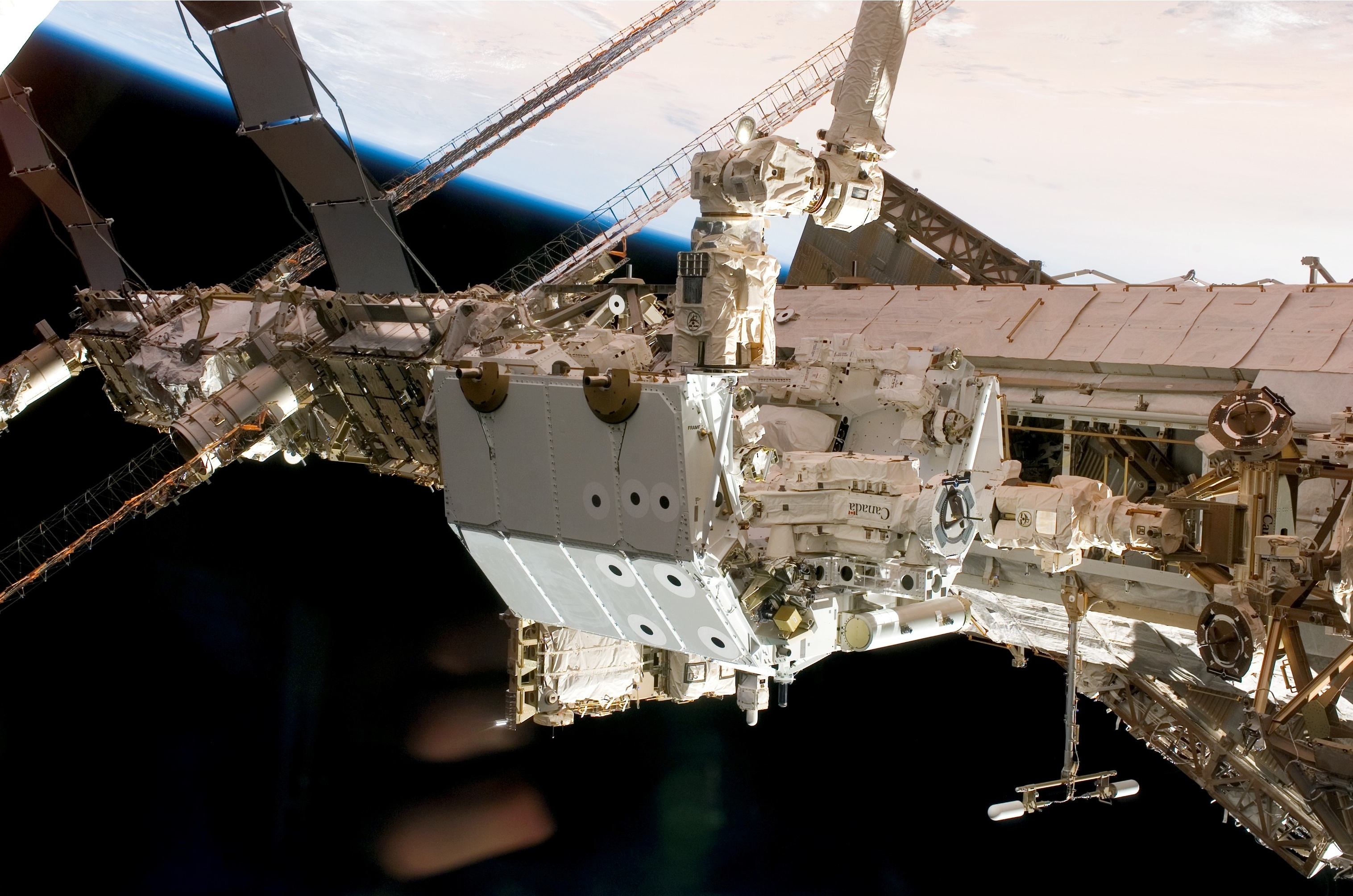
La piattaforma contenente Dextre mentre viene spostata dalla stiva di carico dell'Endeavour

L'Endeavour, dopo essersi avvicinato ad una distanza di un centinaio di metri, ha compiuto la consueta Rendezvous pitch maneuver per permettere all'equipaggio della stazione di fotografare la parte inferiore dell'orbiter. L'attracco con la stazione spaziale è avvenuto alle 3:49 UTC, e i portelli sono stati aperti alle 5:37 UTC. L'equipaggio dell'Endeavour è stato accolto a bordo della stazione spaziale dai membri dell'Expedition 16. In preparazione alla prima passeggiata spaziale, Johnson e Behnken hanno utilizzato il Canadarm2 per estrarre la piattaforma contenente il braccio robotico Dextre dalla stiva di carico dello Shuttle spostandola in una posizione temporanea sul segmento P1. Alle 12 UTC l'equipaggio è andato a dormire ed è svegliato alle 20:28 UTC.

### Venerdì 14 marzo (4º giorno)

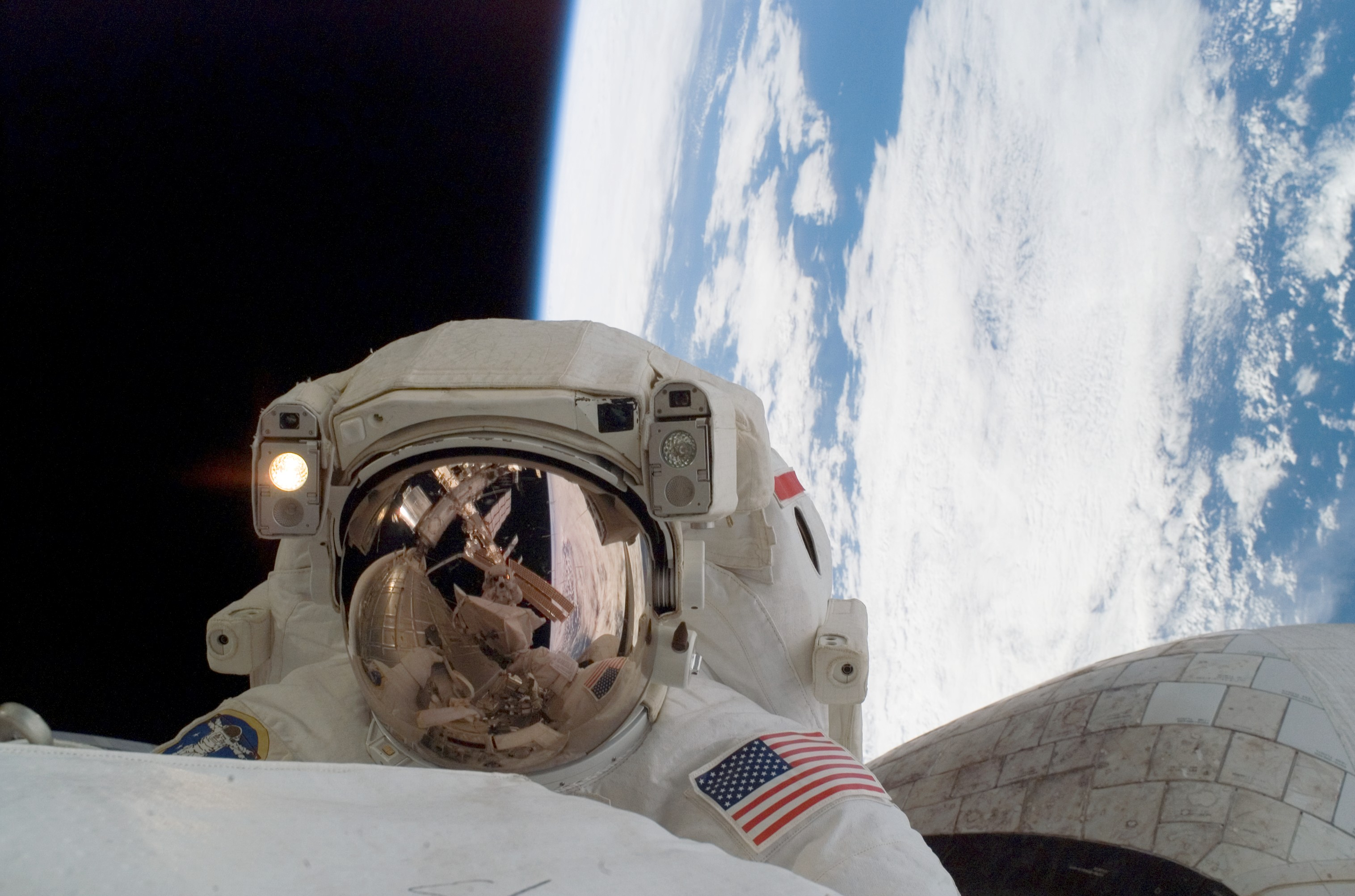
Linnehan durante la prima passeggiata spaziale

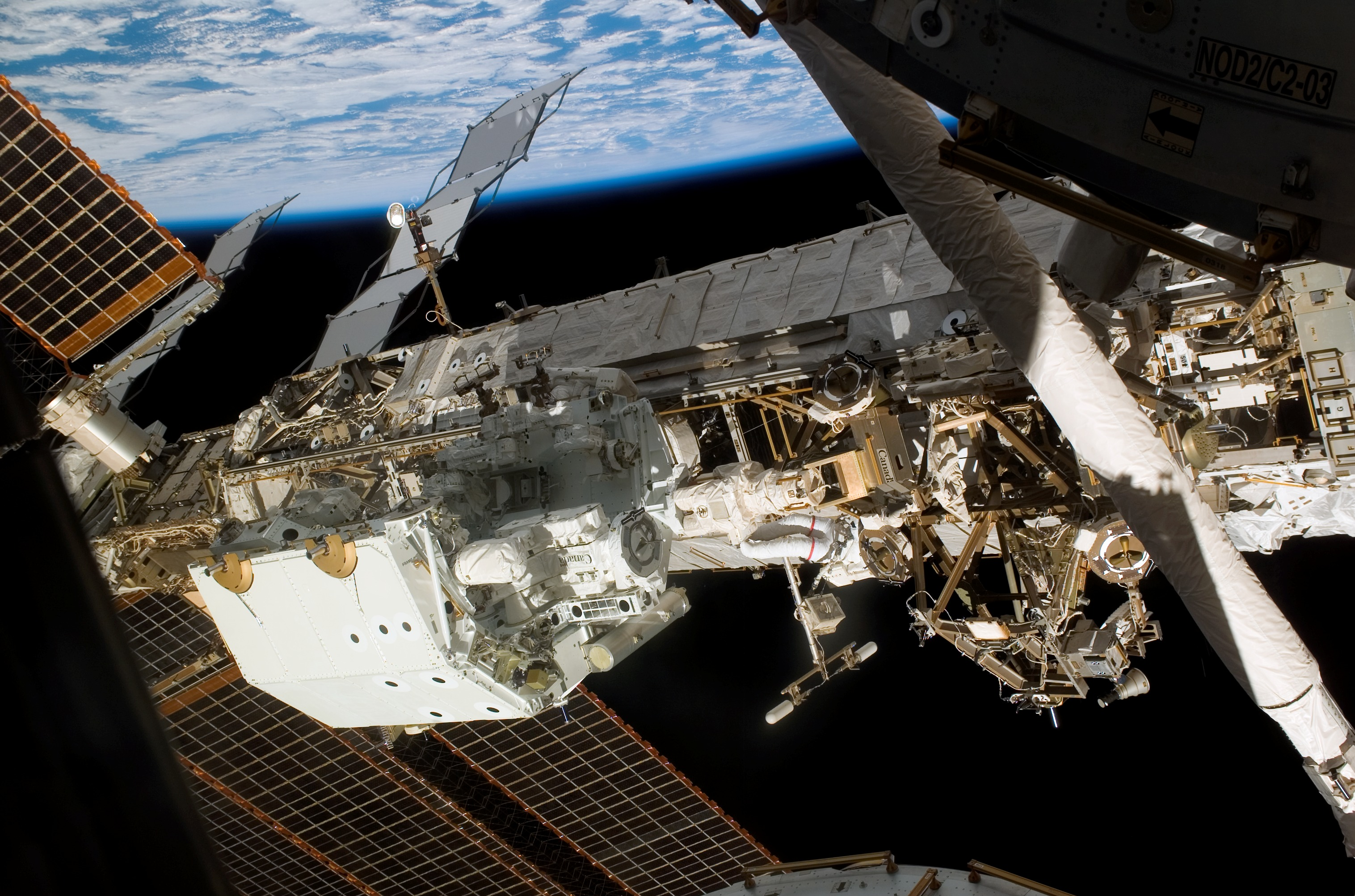
Gli astronauti al lavoro sul braccio robotico durante la prima EVA

Si è verificato un problema con il braccio robotico Dextre. I controllori di volo non sono riusciti a instradare l'energia della stazione verso la piattaforma che contiene il braccio. Essa è necessaria per riscaldare i circuiti elettronici ed impedirne il danneggiamento ma è stimato che il componente possa rimanere senza energia per alcuni giorni. Si pensa che il problema sia dovuto ad un errore software, e gli ingegneri dell'Agenzia Spaziale Canadese hanno lavorato ad un aggiornamento che verrà trasmesso alla stazione entro 24 ore. L'inconveniente non ha modificato la passeggiata spaziale.
Poco dopo la mezzanotte Linnehan e Reisman hanno iniziato le procedure per la prima passeggiata spaziale, che è iniziata alle 01:23 UTC. La prima operazione effettuata è stata la preparazione del primo componente del modulo Kibo, chiamato Japanese Logistics Module - Pressurized Section (JLP), per la sua estrazione dalla stiva di carico dell'Endeavour. Successivamente il comandante Gorie e lo specialista di missione Doi hanno usato il braccio robotico dello Shuttle per spostare il modulo e agganciarlo sul modulo Harmony. La posizione non è definitiva, e sarà spostato dopo l'installazione del secondo componente che giungerà sulla stazione spaziale con la missione successiva (STS-124). Linnehan e Reisman hanno in seguito iniziato l'installazione del nuovo braccio robotico Dextre montando su quest'ultimo gli Orbital Replacement Unit/Tool Changeout Mechanisms. Questi dispositivi permettono di afferrare dei carichi e/o degli strumenti, e possono essere considerati metaforicamente come le "mani" di Dextre. La seconda passeggiata spaziale è prevista per sabato notte.

### Sabato 15 marzo (5º giorno)
Gli astronauti sono entrati nel nuovo modulo dell'Agenzia Spaziale Giapponese appena installato alle 01:15 UTC. Takao Doi ha commentato: "È un piccolo passo per un astronauta giapponese ma un grande ingresso per il Giappone in un nuovo e grande programma spaziale.".
Gorie e Johnson hanno posizionato l'OBSS in una posizione di parcheggio, dove rimarrà fino alla 5ª passeggiata spaziale. Successivamente verrà stivato sulla stazione spaziale, poiché nella missione successiva il componente non potrà essere caricato sul Discovery a causa della mancanza di spazio nella stiva di carico.
Per verificare se i sistemi termici per la protezione dell'elettronica di Dextre erano malfunzionanti, gli astronauti lo hanno collegato al braccio robotico della stazione, in modo da tentare di alimentarlo tramite i Power Data Grapple Fixtures, connettori che permettono il trasferimento di dati ed energia. L'alimentazione del nuovo componente è stata confermata.

### Domenica 16 marzo (6º giorno)

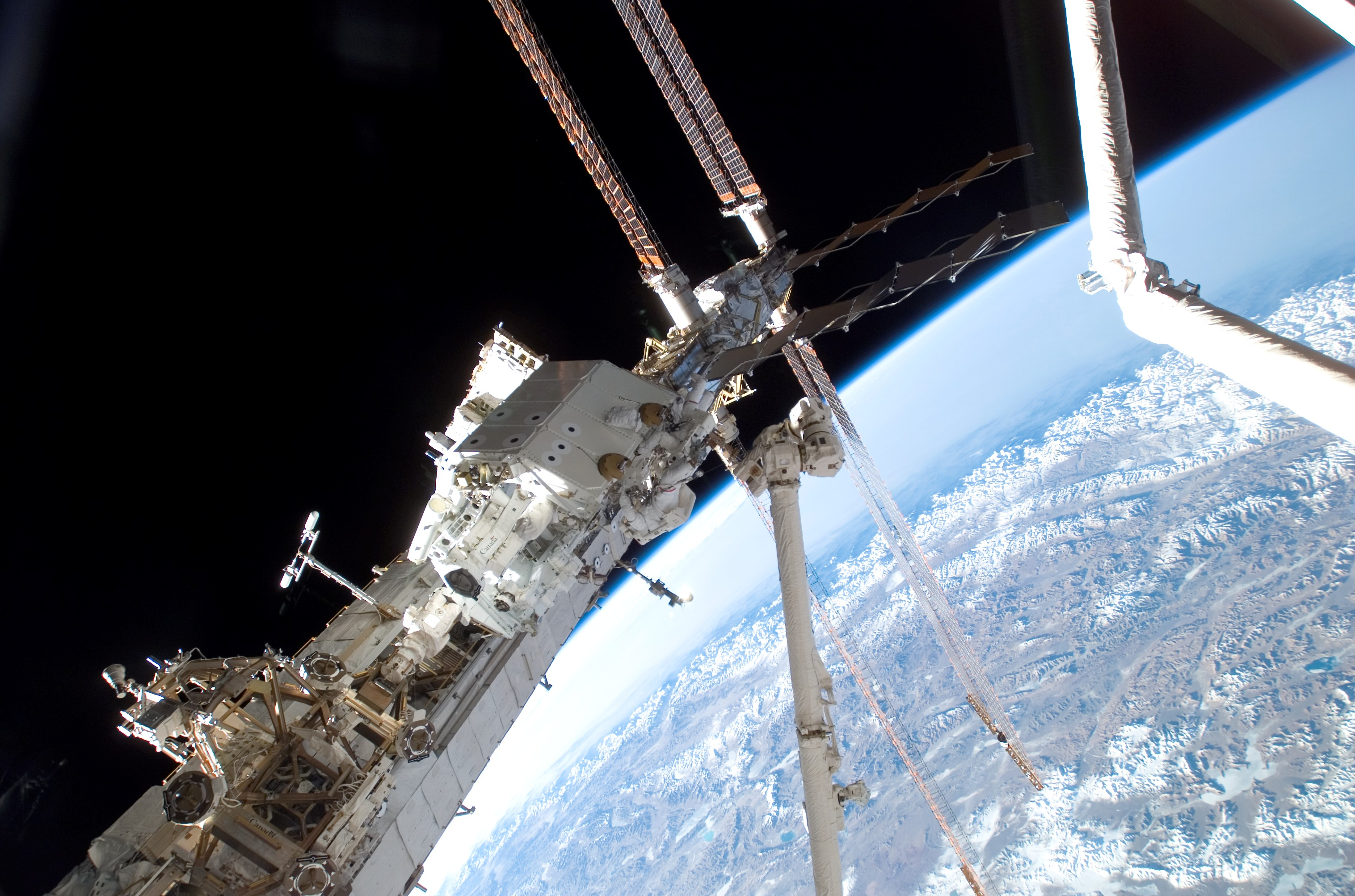
Gli astronauti ripresi durante la seconda passeggiata spaziale

Linnehan e Foreman hanno compiuto la seconda passeggiata spaziale, che è iniziata alle 23:49 UTC. Durante le attività extraveicolari sono stati installati i due "arti" robotici di Dextre e sono stati rimossi alcuni rivestimenti termici che proteggevano il componente. Dextre è rimasto agganciato al braccio robotico della stazione per risolvere temporaneamente il problema di alimentazione. Le attività sono terminate alle 6:57 UTC, dopo 7 ore e 8 minuti.

### Lunedì 17 marzo (7º giorno)
Sono stati condotti con successo dei test di Dextre ed è stato successivamente posizionato in modo ottimale per la terza passeggiata spaziale. Doi ed Eyharts hanno continuato l'allestimento del nuovo modulo Kibo, oltre ad iniziare i preparativi per l'arrivo del successivo componente con la missione STS-124. I due equipaggi hanno tenuto varie conferenze con i media.

### Martedì 18 marzo (8º giorno)

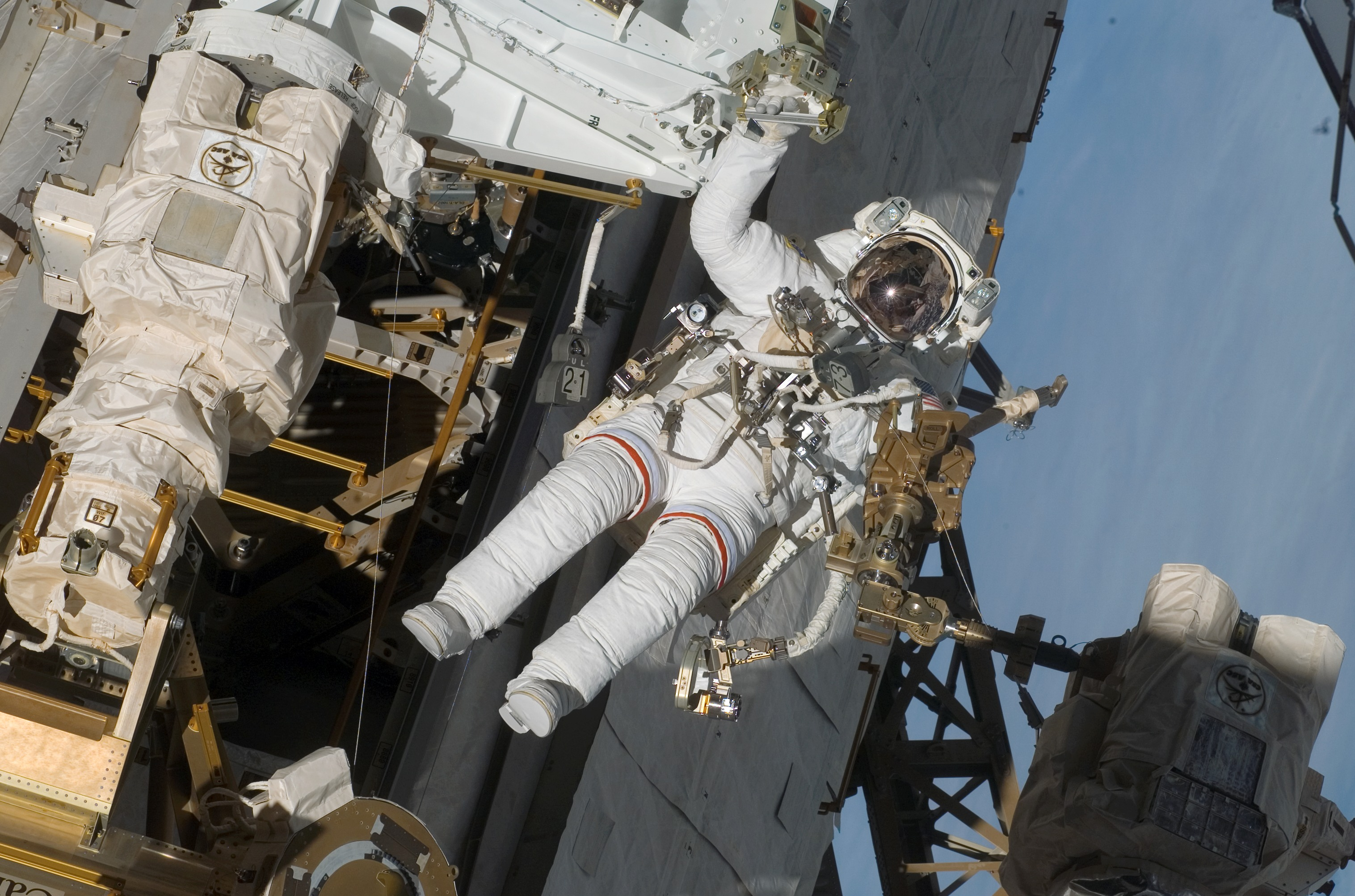
Linnehan durante la terza passeggiata spaziale

Gli astronauti Linnehan e Benken hanno completato la terza passeggiata spaziale, dove hanno terminato l'installazione del nuovo braccio robotico Dextre. Le attività finali di allestimento del braccio hanno compreso l'installazione del Camera Light Pan Tilt Assembly e la calibrazione di un effettore.
Si sono presentate delle difficoltà nell'installazione dell'esperimento MISSE 6 sul modulo Columbus, e questa attività è stata rinviata per le successive passeggiate spaziali.
Eyharts e Johnson hanno utilizzato il braccio Canadarm2 per spostare Dextre e agganciarlo al modulo Destiny, e successivamente per muovere l'involucro in cui era contenuto il nuovo braccio robotico nella stiva di carico dell'Endeavour.
La successiva attività extraveicolare è prevista per la notte tra giovedì e venerdì.

### Mercoledì 19 marzo (9º giorno)
Gli equipaggi hanno trascorso il pomeriggio partecipando a conferenze e preparandosi alla passeggiata spaziale di giovedì. Doi ha ricevuto una telefonata dal Primo ministro del Giappone Yasuo Fukuda, che si è congratulato per l'installazione del primo componente del laboratorio Kibo.
Behnken, Foreman e Linnehan hanno configurato gli strumenti che saranno utilizzati nella quarta attività extraveicolare.

### Giovedì 20 marzo (10º giorno)

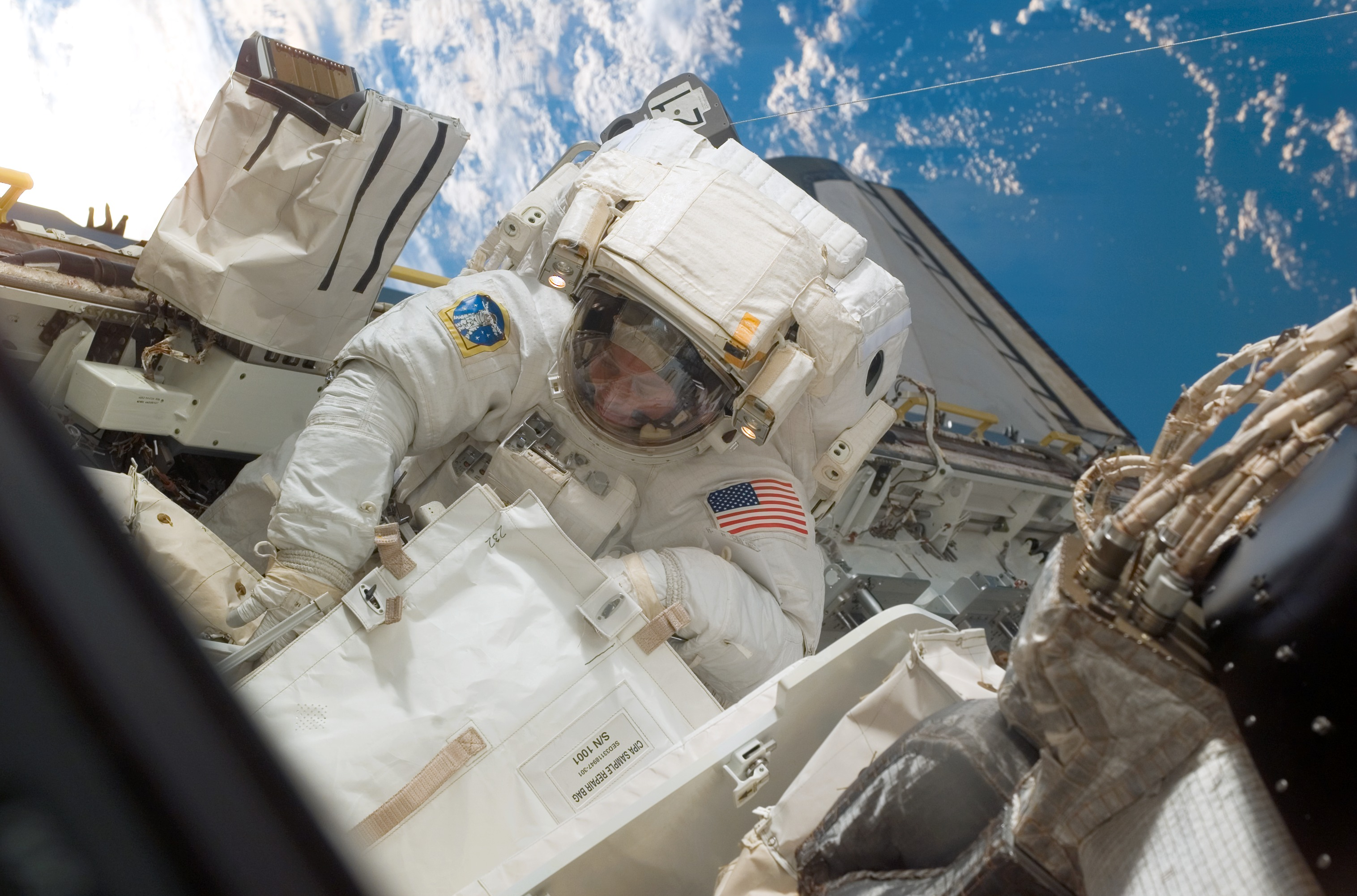
Behnken durante la quarta passeggiata spaziale

La quarta passeggiata spaziale è iniziata alle 22:28 UTC. Gli astronauti Behnken e Foreman si sono inizialmente spostati nel segmento della Stazione Spaziale per riparare un Remote Power Controller Module secondario e ripristinare l'energia di backup ad un Control Moment Gyroscope. Non sono riusciti a rimuovere uno dei connettori dal segmento Z1, quindi il Control Moment Gyroscope continuerà ad operare con il Remote Power Controller Module primario.
L'attività principale è stata tuttavia la dimostrazione di uno strumento chiamato Tile Repair ablator Dispenser, ideato per applicare una sostanza detta Shuttle Tile Ablator-54 STA-54 per la riparazione di mattonelle danneggiate dello scudo termico. Per svolgere questa verifica sono state caricate sullo Shuttle delle mattonelle danneggiate appositamente per simulare un danno reale. Le mattonelle riparate saranno riportate sulla terra dove saranno sottoposte a vari test per verificare la riparazione.
Behnken e Foreman hanno infine rimosso una copertura da Dextre e alcuni agganci che erano rimasti connessi al modulo Harmony.

### Venerdì 21 marzo (11º giorno)
L'equipaggio dell'Endeavour ha compiuto le ispezioni dello scudo termico tramite l'Orbiter Boom Sensor System. L'operazione normalmente sarebbe stata compiuta dopo il distacco dello Shuttle dalla Stazione spaziale, prima di rientrare, ma in questa particolare missione l'OBSS verrà stivato sulla stazione. La successiva missione, compiuta dal Discovery, non potrà infatti trasportare il proprio OBSS per problemi di spazio nella stiva di carico. Per questo motivo il Discovery, dopo aver scaricato il componente del laboratorio Kibo, recupererà l'OBSS sulla stazione, lo utilizzerà e lo riporterà a Terra.
L'equipaggio ha continuato il trasferimento dei rifornimenti per la stazione spaziale. Behnken e Foreman hanno iniziato i preparativi per la quinta passeggiata spaziale.

### Sabato 22 marzo (12º giorno)

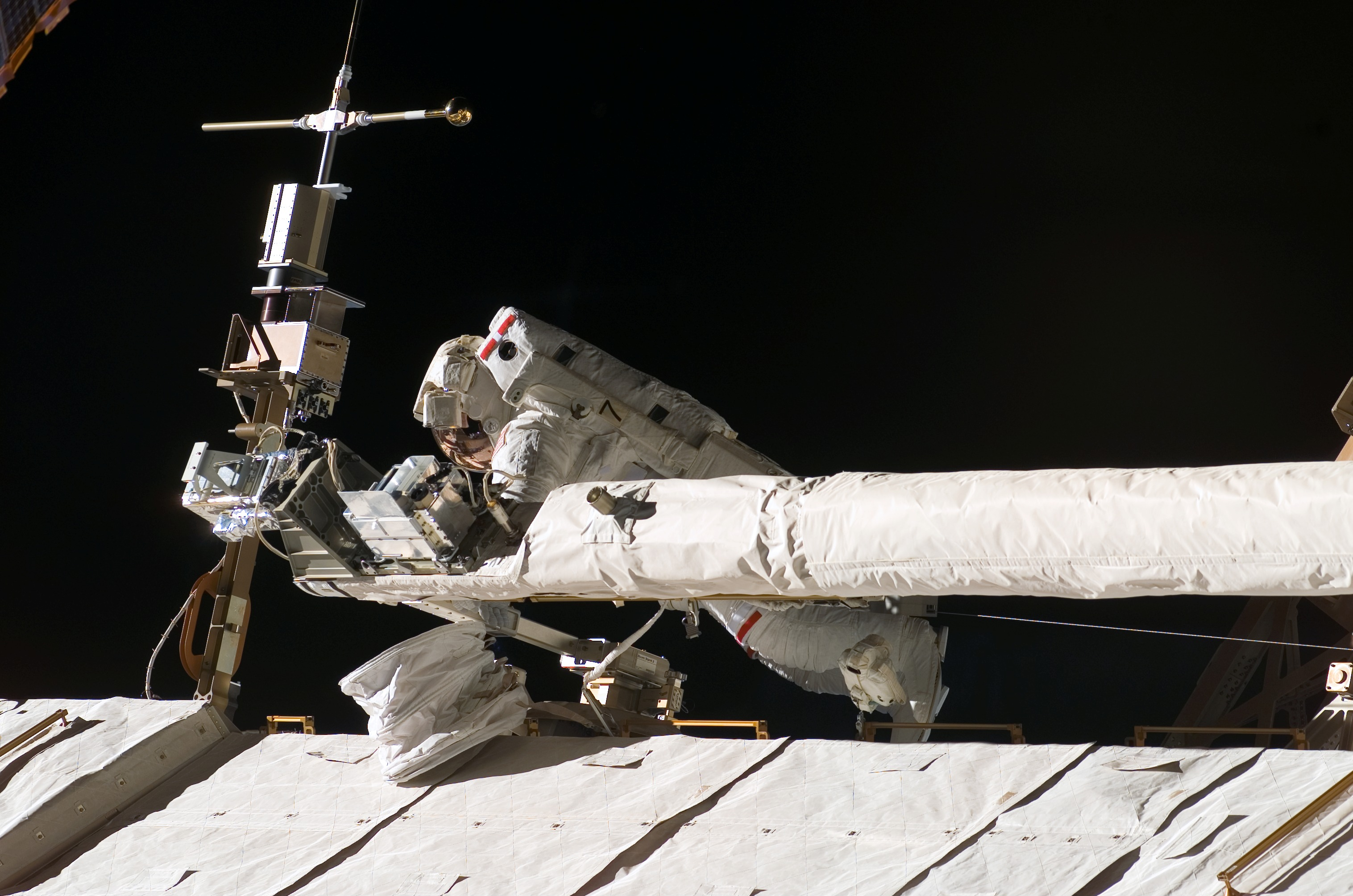
Foreman durante le operazioni di spostamento e stivaggio dell'OBSS

Behnken e Foreman hanno iniziato la quinta ed ultima passeggiata spaziale alle 19:36 UTC. Inizialmente hanno installato l'OBSS in un segmento della stazione spaziale. Successivamente Behnken ha installato con successo l'esperimento MISSE-6 sul laboratorio Columbus. Questa operazione era stata tentata durante la terza passeggiata spaziale, ma gli astronauti hanno avuto delle difficoltà.
Nel frattempo, Foreman ha ispezionato un Solar Alpha Rotary Joint della stazione, che da qualche tempo è diventato rumoroso. Questo componente era già stato oggetto di ispezioni durante le precedenti missioni Shuttle.

### Domenica 23 marzo (13º giorno)
Dopo un lungo periodo denso di attività per l'equipaggio, la giornata di domenica, precedente allo sgancio dell'Endeavour è stata pianificata come periodoo "leggero" e con poche attività per far riposare l'equipaggio. Durante il pomeriggio gli astronauti hanno controllato l'equipaggiamento e trasferito gli ultimi oggetti dallo Shuttle alla stazione spaziale. Prima del periodoo di sonno, Doi ha attivato l'esperimento Rigidizable Inflatable Get-Away-Special Experiment (RIGEX) nella stiva di carico dello Shuttle, che è stato progettato per studiare il comportamento delle strutture che vengono rese rigide nello spazio.

### Lunedì 24 marzo (14º giorno)

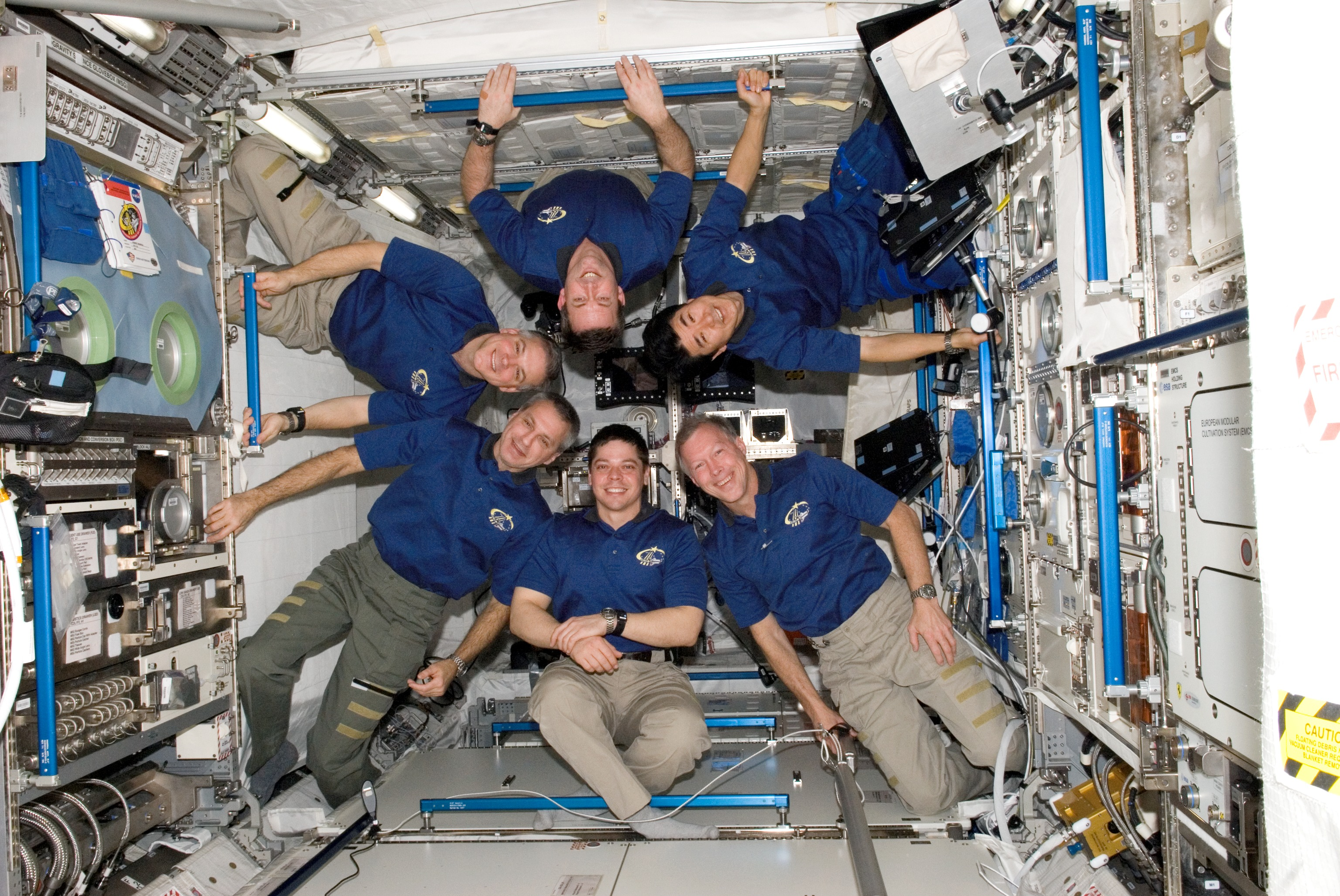
L'equipaggio dell'Endeavour posa per una foto a bordo della ISS

Gli astronauti hanno iniziato i preparativi per lo sgancio dello Shuttle dalla stazione spaziale. Dopo la tradizionale cerimonia di commiato, la chiusura dei portelli è avvenuta alle 21:49 UTC e lo sgancio dalla stazione alle 01:25 UTC. Dopo il distacco, il pilota Johnson ha portato l'Endeavour alla distanza di qualche centinaio di metri dalla stazione e ha effettuato il consueto giro attorno alla stazione, che ha permesso all'equipaggio di osservare e fotografare i nuovi componenti installati. Alle 02:08 UTC Johnson ha compiuto la separazione definitiva dalla stazione. L'atterraggio dello Shuttle al Kennedy Space Center è previsto per mercoledì.

### Martedì 25 marzo (15º giorno)
L'equipaggio dell'Endeavour ha trascorso la giornata preparandosi all'atterraggio di mercoledì.
Il Comandante Gorie e il pilota Johnson hanno compiuto una correzione di orbita per portare lo Shuttle nella traiettoria adatta all'atterraggio. Assieme a Foreman sono stati controllati i sistemi di bordo, come le superfici di volo e i sistemi idraulici. In particolare è stato compiuto il test del Reaction Control System.
L'equipaggio ha in seguito tenuto varie interviste con i media.
Le due opportunità di rientro sono alle 23:05 UTC di mercoledì e alle 00:39 UTC di giovedì.

### Mercoledì 26 marzo (16º giorno)
Dopo il risveglio, l'equipaggio ha completato i preparativi per l'atterraggio. Le due possibilità di rientro al Kennedy Space Center sono previste con l'accensione per l'uscita dall'orbita alle 21:58 UTC e l'atterraggio alle 23:05 UTC oppure l'accensione alle 23:33 UTC con atterraggio alle 00:39 UTC di giovedì. A causa delle condizioni atmosferiche è stata annullata la prima opportunità e i responsabili NASA hanno indicato all'equipaggio di utilizzare la seconda opzione di rientro. L'accensione per uscire dall'orbita è quindi avvenuta alle 23:33 UTC e lo Shuttle è atterrato sulla pista del Kennedy Space Center alle 00:40:41 UTC del 27 marzo, completando la missione dalla durata record di 15 giorni, 18 ore e 12 minuti.

### Attività extraveicolari
|      | Astronauta                       | Inizio             | Fine               | Durata           | Missione |
| ---- | -------------------------------- | ------------------ | ------------------ | ---------------- | --- |
| EVA1 | Richard Linnehan Garrett Reisman | 14 marzo 01:18 UTC | 8:19 UTC           | 7 ore, 1 minuto  | Preparazione del modulo ELM-PS per la sua rimozione dalla stiva di carico dell'Endeavour, apertura del Centerline Berthing Camera System sul modulo Harmony, rimozione del Passive Common Berthing Mechanism, installazione dell'Orbital Replacement Unit |
| EVA2 | Richard Linnehan Mike Foreman    | 15 marzo 23:49 UTC | 16 marzo 06:57 UTC | 7 ore, 8 minuti  | Assemblaggio di Dextre, rimozione coperture e installazione componenti del braccio |
| EVA3 | Richard Linnehan Bob Behnken     | 17 marzo 22:51 UTC | 18 marzo 05:44 UTC | 6 ore, 53 minuti | Preparazione di Dextre, installazione dell'ORU e l'assembly degli strumenti, installazione del Camera Light Pan Tilt Assembly, spostamento dell'esperimento MISSE 6 su modulo Columbus, trasferimento componenti                                          |
| EVA4 | Bob Behnken Mike Foreman         | 20 marzo 22:04 UTC | 21 marzo 04:28 UTC | 6 ore, 24 minuti | Sostituzione di un Remote Power Controller Module malfunzionante da un segmento della stazione, dimostrazione della riparazione dello scudo termico |
| EVA5 | Bob Behnken Mike Foreman         | 22 marzo 20:34 UTC | 23 marzo 02:36 UTC | 6 ore, 2 minuti  | Trasferimento dell'OBSS in una posizione temporanea nel segmento S1, Ispezioni e manutenzione del Solar Alpha Rotary Joint |

## Risveglio
Come tradizione per tutti i voli NASA a partire dal Programma Gemini, per ogni giorno di missione, l'equipaggio della STS-123 ascolta un particolare brano musicale scelto da un astronauta, che per lui ha un particolare significato.
- Giorno 2: Linus and Lucy di Vince Guaraldi, per Michael Foreman WAV Archiviato il 27 marzo 2008 in Internet Archive. MP3 Archiviato il 27 marzo 2008 in Internet Archive.
- Giorno 3: Colonna sonora del film Godzilla vs. SpaceGodzilla e il brano "Godzilla" (dall'album "Spectres") dei Blue Öyster Cult, per Takao Doi WAV Archiviato il 27 marzo 2008 in Internet Archive. MP3 Archiviato il 27 marzo 2008 in Internet Archive.
- Giorno 4: Saturday Night dei Bay City Rollers, per Garrett Reisman WAV Archiviato il 27 marzo 2008 in Internet Archive. MP3 Archiviato il 27 marzo 2008 in Internet Archive.
- Giorno 5: Turn! Turn! Turn! (To Everything There is a Season) dei The Byrds per Rick Linnehan WAV Archiviato il 27 marzo 2008 in Internet Archive. MP3 Archiviato il 27 marzo 2008 in Internet Archive.
- Giorno 6: We're Going to Be Friends dei The White Stripes, per Robert L. Behnken. WAV Archiviato il 27 marzo 2008 in Internet Archive. MP3 Archiviato il 27 marzo 2008 in Internet Archive.
- Giorno 7: God of Wonders dei Caedmon's Call per Dominic Gorie WAV Archiviato il 27 marzo 2008 in Internet Archive. MP3 Archiviato il 27 marzo 2008 in Internet Archive.
- Giorno 8: "Sharing the World" per Gregory Johnson, eseguita da suo fratello. WAV Archiviato il 27 marzo 2008 in Internet Archive. MP3 Archiviato il 27 marzo 2008 in Internet Archive.
- Giorno 9: Song of Spinning Stars (星つむぎの歌?, Hoshi Tsumugi no Uta) di Ayaka Hirahara per Takado Doi. WAV Archiviato il 27 marzo 2008 in Internet Archive.MP3 Archiviato il 27 marzo 2008 in Internet Archive.
- Giorno 10: "Burning Love" di Elvis Presley, per Michael Foreman. WAV Archiviato il 27 marzo 2008 in Internet Archive. MP3 Archiviato il 27 marzo 2008 in Internet Archive.
- Giorno 11: "Blue Sky" dei Big Head Todd and the Monsters per Richard Linnehan. WAV Archiviato il 27 marzo 2008 in Internet Archive. MP3 Archiviato il 27 marzo 2008 in Internet Archive.
- Giorno 12: Enter Sandman, dei Metallica per Behnken. WAV Archiviato il 27 marzo 2008 in Internet Archive. MP3 Archiviato il 27 marzo 2008 in Internet Archive.
- Giorno 13: "I Loved Her First" dei Heartland per Gorie. WAV Archiviato il 27 marzo 2008 in Internet Archive. MP3 Archiviato il 27 marzo 2008 in Internet Archive.
- Giorno 14: "I am Free" (dei Newsboys) eseguita dal Praise Team della chiesa di Michael Foreman. WAV Archiviato il 27 marzo 2008 in Internet Archive. MP3 Archiviato il 27 marzo 2008 in Internet Archive.
- Giorno 15: "Furusato" eseguita da Yuko Doi, per Takao Doi. WAV Archiviato il 27 marzo 2008 in Internet Archive. MP3 Archiviato il 27 marzo 2008 in Internet Archive.
- Giorno 16: "Con te partirò" di Andrea Bocelli per Eyharts. WAV Archiviato il 27 marzo 2008 in Internet Archive. MP3 Archiviato il 27 marzo 2008 in Internet Archive.
- Giorno 17: "Drops of Jupiter" dei Train per Johnson. WAV Archiviato il 27 marzo 2008 in Internet Archive. MP3 Archiviato il 27 marzo 2008 in Internet Archive.

## Missione di riserva

### STS-324
STS-324 è la sigla assegnata agli Equipaggi di Supporto (Contingency Shuttle Crew Support) pronti al lancio in caso di guasti alla missione STS-123. Lo Space Shuttle che è stato assegnato alla missione STS-324 è il Discovery, con un equipaggio costituito da Kelly, Ham, Garan, Fossum, pronto al lancio in 32 giorni. I rifornimenti della stazione spaziale sono comunque a livelli buoni e al momento del lancio della missione la provvista di ossigeno (la risorsa che si esaurisce maggiormente in fretta sulla ISS) è superiore alla durata totale della missione di recupero e le scorte aumenteranno ulteriormente quando giungeranno la navetta automatizzata dell'ESA Automated Transfer Vehicle ad aprile e la navetta russa Progress a maggio.